# Louis Blériot
Louis Blériot (Cambrai, Francuska, 1. srpnja 1872. – Pariz, Francuska, 1. kolovoza 1936.), francuski inženjer i letač.
Poznat je po tome što je preletio kanal La Manche u srpnju 1907., i to od Calaisa u Francuskoj do Dovera u Engleskoj 25. srpnja. Letio je 37 minuta, što je onda bilo velikim uspjehom za zrakoplovstvo. 
Za taj let je konstruirao novi tip jednokrilnog zrakoplova “Blériot XI” s trocilindričnim motorom.
Nekoliko desetljeća poslije, 1936., Međunarodna zrakoplovna federacija je ustanovila u Blériotovu čast odličje za brzinski, visinski i daljinski let.

## Vanjske poveznice
- (engl.) US Centennial of Flight Commission: Louis Blériot  Arhivirana inačica izvorne stranice od 6. listopada 2006. (Wayback Machine)
- (engl.) Louis Charles-Joseph Blériot flight and plane information (photos and videos)
- (engl.) A Daring Flight - Homepage to the NOVA TV episode
- Video of a 1909 Bleriot plane replica flying